# Federhof (Velburg)
Federhof ist ein amtlich benannter Ortsteil der Stadt Velburg im Landkreis Neumarkt in der Oberpfalz in Bayern.

## Geographische Lage
Das Anwesen liegt ca. 1,7 km nordöstlich des ehemaligen Gemeindesitzes Günching im Oberpfälzer Jura der Frankischen Alb auf circa 511 m ü. NHN vor dem mäßigen Talabfall zur Schwarzen Laber hin. 

## Verkehr
Nur ca. 100 m von der Autobahn A 3 entfernt, ist die nächste Auffahrt die AS 92 b (Neumarkt Ost). Von Krondorf, Ollertshof und Weikenhammer aus führen Ortsverbindungsstraßen zum Federhof.

## Ortsnamendeutung
Federhof dürfte mit Vöderhof, d. i. der vordere Hof (gegen das Tal zu oder im Gegensatz zum Hennenhof im Sinne vom hinteren Hof), gleichzusetzen sein.

## Geschichte
Der Federhof ist erstmals um 1500 in einem Salbuch der Herrschaft Helfenberg aufgeführt, die vom Hof den Zehent bezog. Der Hof gehörte mindestens seit 1588 dem Kloster Kastl. Dies blieb so bis zum Ende des Alten Reiches: Um 1800 saß darauf der Untertan Planckl.
Im Königreich Bayern wurden nach einer Verordnung vom 13. Mai 1808 Steuerdistrikte gebildet, darunter der Steuerdistrikt Günching im Landgericht Parsberg, dem die Ortschaften Günching, Krondorf, Dürn, Federhof, Hennenhof und Ollertshof zugeteilt waren. Mit dem zweiten Gemeindeedikt von 1818 entstand daraus mit unverändertem Ortsbestand die Ruralgemeinde Günching; die Kinder gingen zur Schule nach Dietkirchen, wo der Lehrer gleichzeitig Mesner war. Dort war schon 1643 eine Schule vorhanden (um 1880 neu gebaut).
Die Gemeinde Günching und damit auch der Federhof wurden am 1. Mai 1978 nach Velburg eingemeindet. Auf dem Federhof, heute ein großer Legehennenbetrieb in Bodenhaltung, wird ein Hofladen geführt. 

### Einwohnerzahlen
Der Hof hatte
- 1836 15 Einwohner, 2 Häuser,[6]
- 1867 16 Einwohner, 3 Gebäude,[7]
- 1871 10 Einwohner, 3 Gebäude, im Jahr 1873 einen Großviehbestand von 4 Pferden und 10 Stück Rindvieh,[8]
- 1900 12 Einwohner, 2 Wohngebäude,[9]
- 1925 13 Einwohner, 1 Wohngebäude,[10]
- 1937 16 Einwohner,[11]
- 1950 11 Einwohner, 1 Wohngebäude,[12]
- 1987 7 Einwohner, 1 Wohngebäude.[13]

### Kirchliche Verhältnisse
Die Einöde gehört seit altersher zur katholischen Pfarrei Dietkirchen im Bistum Eichstätt. Unter Pfalz-Neuburg wurde die Pfarrei 1540 der Reformation unterworfen; die Rekatholisierung erfolgte im November 1626. Den jeweiligen Glaubenswechsel mussten alle Untertanen, auch der Hintersasse auf dem Federhof, vollziehen. – Ein Flurkreuz beim Federhof ist 1937 genannt.

## Federhoflinde

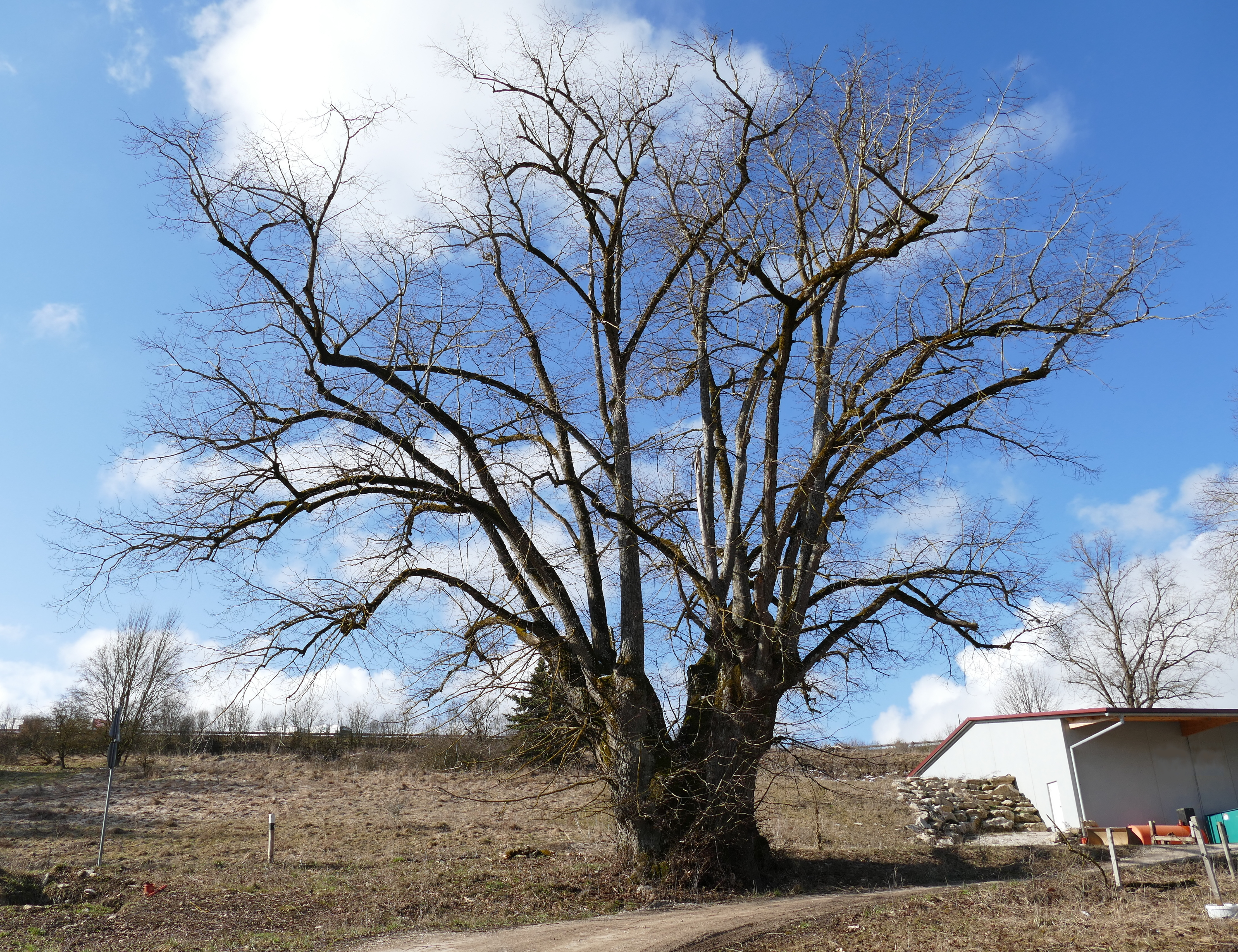
Die Linde im März (2021)

Beim Federhof steht eine etwa 300 Jahre alte Sommerlinde von über 8 m Stammumfang. Ihr gedrungener Grundstamm verzweigt sich in geringer Höhe in zwei mächtige Stämmlinge, die sich schon bald in eine Vielzahl schlanker Einzeläste weiter verzweigen. Diese streben steil nach oben und bilden eine trichterförmige Krone. Der mächtige Baumveteran erreicht eine Höhe von 20 m. Die Altersangaben für die Linde variieren, je nach Quelle, zwischen 250 und 350 Jahren.

## Sage
Ein Pfund Federn soll der Preis gewesen sein, für den der Hof nach den Verwüstungen des Dreißigjährigen Krieges einen neuen Besitzer fand.